# Impasse Saint-Fiacre
L'impasse Saint-Fiacre est une voie située dans le quartier Saint-Merri du 4e arrondissement de Paris.

## Situation et accès
Elle débute au no 79 rue Saint-Martin et se termine en impasse.
L'impasse Saint-Fiacre est desservie à proximité par la ligne 11 à la station Rambuteau.

## Odonymie
Elle doit son nom à une enseigne de commerce.

## Histoire
Ancienne « ruelle Saint-Fiacre » puis « cul-de-sac Saint-Fiacre , cette voie est notée sur le plan de 1412[Lequel ?] et débouchant alors sur l'ancienne rue de la Vieille-Courroirie, elle est transformée en impasse en 1648[réf. nécessaire] et fermée par une grille en 1843.